# Río Sibun
El río Sibun o Sibún, es un río de Belice con una cuenca hidrográfica que drena una gran parte del país. Fue conocido como Xibun en algunos mapas coloniales españoles de la región y también era utilizado para designar a un pueblo ancestral maya que habitó la región.
El río nace en la sierra Maya a una altitud de 800 m s. n. m. y recorre una garganta hasta alcanzar las llanuras fluviales en donde se plantan cítricos y cacao.